# دیانوفکا
دیانوفکا (به لاتین: Dianovka) یک منطقهٔ مسکونی در روسیه است که در استان آستراخان واقع شده‌است.